# Eulalio López "el Zotoluco"
Eulalio López Díaz (Azcapotzalco, Ciudad de México, 12 de enero de 1968) conocido como Eulalio López “el Zotoluco” es un torero en retiro, denominado como "Figura del Toreo" mexicano.

## Novillero y alternativa
Nació en la delegación Azcapotzalco, en la zona norte de la Ciudad de México. Heredó el sobrenombre de Zotoluco debido a que sus tíos nacieron en la ganadería Zotoluca ubicada en Xaloztoc en el estado de Tlaxcala. Debutó como novillero el 24 de abril de 1983 en Lomas Verdes en el Estado de México alternando con Gerardo Tovar y los hermanos Salvador y Alfonso Gómez. Realizó su primera presentación en la Monumental Plaza de Toros México el 22 de julio de 1984 alternando con Manuel Lima y Curro Cruz. Durante sus dos años de novillero volvió a presentarse en la México en seis ocasiones más.
Tomó su alternativa con el toro Justiciero de la ganadería La Playa en la plaza de toros de San Buenaventura en el estado de Coahuila, su padrino fue Fermín Espinosa “Armillita Hijo” y el testigo Javier Escobar “el Fraile”. Confirmó en la Plaza México el 26 de noviembre de 1989 con el toro Bombón de la ganadería de Rancho Seco, su padrino fue Manolo Mejía y el testigo Sergio González. Fue hasta el 23 de marzo de 1997 cuando confirmó en Las Ventas de Madrid con el toro Aguardiente de la ganadería del Conde de la Maza, su padrino fue Manolo Sánchez y el testigo Óscar García Higares.

## Trayectoria profesional
En mayo de 1997 participó en la Feria de San Isidro, no logró cortar apéndices pero consiguió aplausos. El 25 de enero de 1998 su carrera comenzó a despuntar cuando le cortó el rabo al toro Venadito de la ganadería de Vicky de la Mora. Quince días más tarde volvió a conseguir el triunfo al presentarse en un mano a mano con José Miguel Arroyo cortando dos orejas. En 1999 fue el triunfador de la Feria Nacional de San Marcos en Aguascalientes.
En 2000 volvió a presentarse en la Feria de San Isidro, en esta ocasión logró el triunfo frente a sus alternantes, Enrique Ponce y Manuel Caballero Martínez, al cortar una oreja. Hizo temporadas en España durante tres años consecutivos. Asimismo, se presentó en la Arena de Nimes, en Francia, el 8 de junio de 2000. En el 2002 se encerró con seis astados de la ganadería de Miura. En México se ha presentado como único espada en Zacatecas, San Luis Potosí, Cancún, Guadalajara y Tlaxcala. Durante la primera década del siglo XXI fue una de las figuras más importantes del toreo mexicano. Al cumplir sus 25 años de alternativa había toreado más de 1000 corridas con un promedio de 60 a 70 presentaciones por año, había cortado más de 1250 orejas, casi 100 rabos e indultado a más de 20 toros.

## Despedida de los Ruedos
El 15 de febrero, el torero capitalino anunció la retirada de los ruedos tras 30 años de carrera que cumplirá en julio próximo y 33 años de carrera taurina, con más de mil corridas y triunfos tanto en México como fuera de nuestro país. El plan que se tiene de cara a esta temporada que aún no cuenta con un número fijo de corridas, será torear en las plazas más importantes de la República Mexicana teniendo como objetivo finalizarla en febrero del 2017 en la Monumental Plaza México. Su despedida fue en la Plaza México haciendo un mano a mano con Enrique Ponce.